# Jomanda
Jomanda est un trio américain composé de Renee Washington, Joanne « Yavahn » Thomas, Cheri Williams, tous trois issus du RnB ainsi que de la musique house.
Joanne « Yavahn » Thomas a également été la vocaliste du groupe Ruffneck.
Joanne Thomas est morte en octobre 2003 des suites d'un cancer du côlon contre lequel elle s'est battue pendant trois ans.
Leur musique, de style garage house, a vu certains titres remixés par Steve « Silk » Hurley (Got a love for you, par exemple), en faisant des succès sur les pistes de danse.

## Discographie

### Albums
- 1990 : Someone to Love Me (Big Beat/Atlantic Records)
- 1993 : Nubia Soul (Big Beat/Atlantic Records)

### Singles
- 1988 : Make My Body Rock (Feel It) - US Dance #6, UK #44
- 1989 : Don't You Want My Love - US Dance #10
- 1991 : Got a Love for You - US Pop #40, US R&B #66, US Dance #1, UK #43
- 1992 : The True Meaning of Love - US Dance #7
- 1992 : Don't You Want Me (Felix feat. Jomanda) - US Dance #1, UK #6
- 1993 : I Like It - US Pop #83, US R&B #45, US Dance #29, UK #67
- 1993 : Back to You - US R&B #96
- 1993 : Never - UK #40
- 1994 : I Cried the Tears - US Dance #15
- 2000 : On The Level